# Церковь Христа (Виндхук)
Церковь Христа (нем. Christuskirche, англ. Christ Church) — лютеранская церковь в Виндхуке, Намибия. Одна из основных достопримечательностей города.

## Описание
Здание построено по проекту Готлиба Редекера. Строительство началось в апреле 1896 года под руководством пастора Вильгельма Анца. После окончания войны между немцами и готтентотами, гереро и овамбо, здание было освящено как церковь Мира.
Церковь находится в центре Виндхука. Церковная башня высотой 24 метра, как и всё здание, построены из песчаника. Из мрамора сделаны церковный портал и алтарь, который доставлялся за 30 километров с фермы Гуше-Гас. Красочные витражи в алтарной части — подарок императора Вильгельма II. Три церковных колокола были отлиты в 1910 году Францем Шиллингом из немецкого города Апольда.

## Галерея

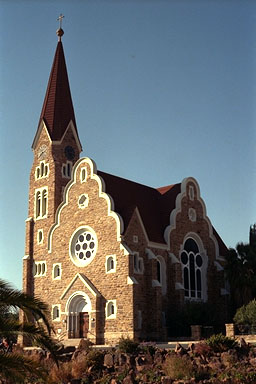
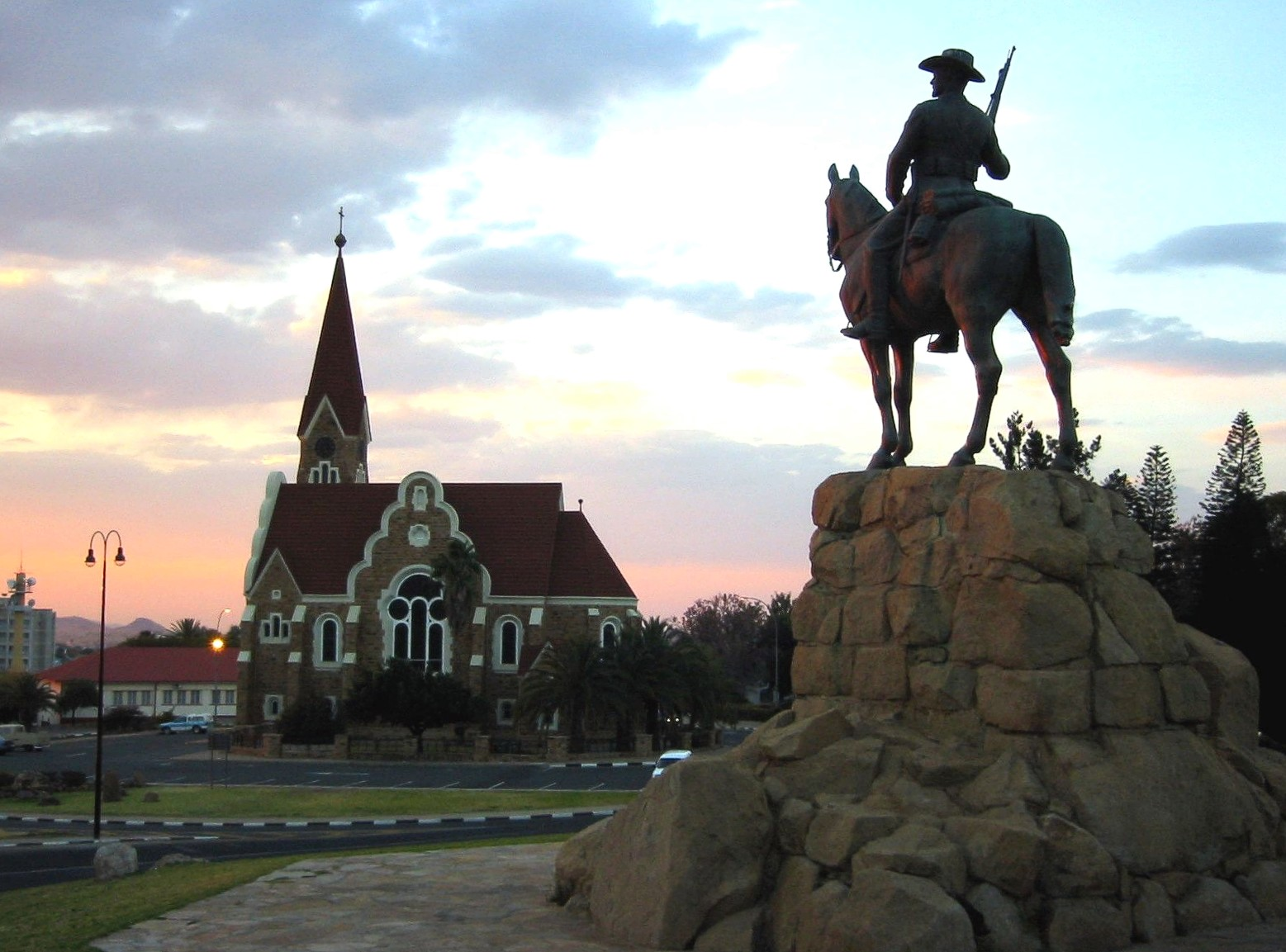
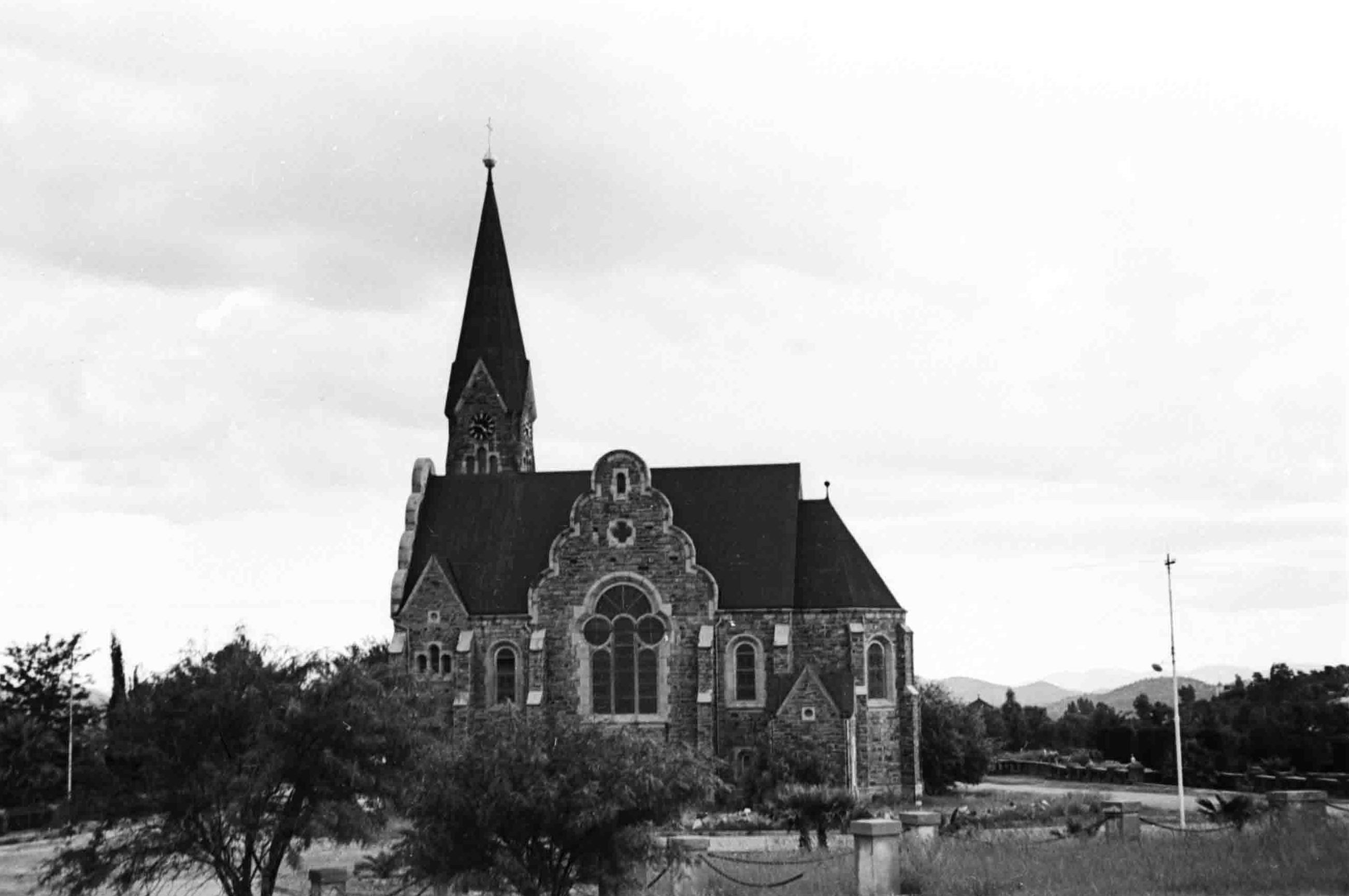
Церковь в 1910 году